# دانشگاه ریائو
دانشگاه ریائو یک دانشگاه دولتی است که در پکانبارو، ریائو، اندونزی واقع شده است. این دانشگاه در روز ۱ سپتامبر ۱۹۶۲ تأسیس شد.